# Championnat d'Israël de football 1977-1978
Navigation
Championnat d'Israël 1976-1977 Championnat d'Israël 1978-1979
Le Championnat d'Israël de football 1977-1978 est la 26e édition de ce championnat.

## Classement[1]
| Rang | Équipe                  | Pts | J  | G  | N  | P  | Bp | Bc | Diff |
| ---- | ----------------------- | --- | -- | -- | -- | -- | -- | -- | ---- |
| 1    | Maccabi Netanya         | 38  | 26 | 15 | 8  | 3  | 50 | 21 | +29  |
| 2    | Betar Jérusalem         | 33  | 26 | 12 | 9  | 5  | 32 | 14 | +18  |
| 3    | Maccabi Tel-Aviv        | 32  | 26 | 12 | 8  | 6  | 44 | 29 | +15  |
| 4    | Hapoël Yehud            | 29  | 26 | 9  | 11 | 6  | 20 | 17 | +3   |
| 5    | Hapoël Beer-Sheva       | 26  | 26 | 9  | 8  | 9  | 43 | 32 | +11  |
| 6    | Hapoël Jérusalem FC     | 26  | 26 | 9  | 8  | 9  | 27 | 22 | +5   |
| 7    | Shimshon Tel-Aviv       | 26  | 26 | 8  | 10 | 8  | 23 | 25 | -2   |
| 8    | Beitar Tel-Aviv         | 26  | 26 | 7  | 12 | 7  | 23 | 26 | -3   |
| 9    | Hapoël Tel-Aviv         | 26  | 26 | 8  | 10 | 8  | 26 | 30 | -4   |
| 10   | Maccabi Jaffa           | 24  | 26 | 6  | 12 | 8  | 31 | 38 | -7   |
| 11   | Hapoël Hadera           | 24  | 26 | 9  | 6  | 11 | 32 | 41 | -9   |
| 12   | Hapoël Haïfa            | 23  | 26 | 8  | 7  | 11 | 19 | 29 | -10  |
| 13   | Hakoah Amidar Ramat Gan | 19  | 26 | 4  | 11 | 11 | 19 | 32 | -13  |
| 14   | Hapoël Acre             | 12  | 26 | 2  | 8  | 16 | 15 | 48 | -33  |

|  | Champion |
|  | Relégué  |

## Bilan de la saison
| Tableau d'Honneur                |                 |
| Compétition                      | Vainqueur       |
| Championnat d'Israël de football | Maccabi Netanya |
| Coupe d'Israël de football       | Maccabi Netanya |

| Promotions et relégations |                                                                           |
| Relégués en Liga Leumit   | Hakoah Amidar Ramat Gan Hapoël Acre                                       |
| Promus en Ligat ha'Al     | Hapoël Rishon LeZion Maccabi Petah-Tikvah Hapoël Kfar Sabah Bnei Yehoudah |